# Andrij Malyschko
Andrij Samijlowytsch Malyschko (ukrainisch Андрій Самійлович Малишко; * 2. Novemberjul. / 15. November 1912greg. in Obuchiw, Gouvernement Kiew, Russisches Kaiserreich; † 17. Februar 1970 in Kiew, Ukrainische SSR) war ein ukrainischer Dichter, Übersetzer, Literaturkritiker und Publizist. Er wurde in Kiew auf dem Baikowe-Friedhof bestattet. Sein Gedicht „Kiewer Walzer“ (ukrainisch Київський вальс) wurde 1950 von Platon Majboroda vertont.

## Ehrungen
Malyschko wurde zweimal der Leninorden und 1964 der Taras-Schewtschenko-Preis verliehen.
Die ukrainische Nationalbank gab 2003 eine Zwei-Hrywnja-Gedenkmünze und die ukrainische Post 2012 eine Briefmarke mit Malyschkos Konterfei heraus.